# Напролом (серіал, 2022)
«Напролом» (тур. Kuş Uçuşu) — це турецький інтернет-серіал 2022 року від Netflix у жанрі драми створений компанією Ay Yapım. В головних ролях — Бірдже Акалай, Мірай Данер, Ібрагім Челіккол.
Перший сезон вийшов 3 червня 2022 року.
Серіал має 1 сезон. Завершився 8-м епізодом, який вийшов у ефір 3 червня 2022 року.
Режисер серіалу — Деніз Йорулмазер.
Сценарист серіалу — Меріч Ачемі.

## Сюжет
Молода фанатка досвідченої ведучої пробивається в її редакцію, але незабаром стикається з темним боком амбіцій, заздрощів і боротьби за визнання.

## Актори та ролі
| Актор               | Роль         |
| ------------------- | ------------ |
| Бірдже Акалай       | Лале Кіран   |
| Мірай Данер         | Асли Туна    |
| Ібрагім Челіккол    | Кенан Сезгін |
| Ірем Сак            | Муге Туркмен |
| Бурак Ямантюрк      | Селім Кіран  |
| Дефне Каялар        | Гюль Сімін   |
| Зафер Ергін         | Сулхі        |
| Шифанур Гюль        | Гюліз Тюмер  |
| Ерен Чігдем         | Енвер        |
| Демірджан Качел     | Юсуф Тунджа  |
| Мерве Хазер         | Ніхан        |
| Бюлент Четінаслан   | Алі          |
| Еліф Гьокче Озай    | Озге         |
| Ертан Екмекчі       | Нуну         |
| Еліф Куртаран       | Меліса       |
| Мерве Ніл Гюдер     | Мія          |
| Мухаммет Узунер     | Фарук        |
| Озгур Деніел Фостер | Онур         |

## Сезони
| Сезон | Епізоди | Епізоди | Оригінальний показ | Оригінальний показ | Оригінальний показ |
| Сезон | Епізоди | Епізоди | Перший показ       | Останній показ     | Мережа             |
| ----- | ------- | ------- | ------------------ | ------------------ | ------------------ |
| 1     | 8       | 8       | 3 червня 2022      | 3 червня 2022      | Netflix            |

## Список серій

### Сезон 1 (2022)
| № | # | Назва                 | Режисер          | Сценарист   | Перший ефір у США |
| --- | - | --------------------- | ---------------- | ----------- | ----------------- |
| 1 | 1 | «Епізод 1» «1. bölüm» | Деніз Йорулмазер | Меріч Ачемі | 3 червня 2022     |
| Віддана фанатка Асли пробиває собі шлях, щоб потрапити на стажування до відомої ведучої новин Лале Киран. Дівчина рішуче налаштована на успіх.                            |   |                       |                  |             |                   |
| 2 | 2 | «Епізод 2» «2. bölüm» | Деніз Йорулмазер | Меріч Ачемі | 3 червня 2022     |
| Асли розставляє пастки для всіх стажерів, але не так просто здихатися Ґюліз, у якої є впливові покровителі. Кенан запрошує на вечірку Лале її суперника, чим дратує Ґюль. |   |                       |                  |             |                   |
| 3 | 3 | «Епізод 3» «3. bölüm» | Деніз Йорулмазер | Меріч Ачемі | 3 червня 2022     |
| Кенан просить Юсуфа з’ясувати, хто веде сторінку пліток під ніком «Бюшбюш». Лале на ножах із членами команди після відмови поширювати чутки про пожежу на яхті.           |   |                       |                  |             |                   |
| 4 | 4 | «Епізод 4» «4. bölüm» | Деніз Йорулмазер | Меріч Ачемі | 3 червня 2022     |
| Лале й Кенан просять Озґе роздобути для них флешку з конфіденційними новинами, але в Асли на неї власні плани. Асли провокує конфлікт між Селімом і Лале.                 |   |                       |                  |             |                   |
| 5 | 5 | «Епізод 5» «5. bölüm» | Деніз Йорулмазер | Меріч Ачемі | 3 червня 2022     |
| Утілюючи свій план із розпалювання почуттів між Лале й Кенаном, Асли просить Юсуфа поширити одну плітку. Колись Лале й Мюґе разом вели передачу.                          |   |                       |                  |             |                   |
| 6 | 6 | «Епізод 6» «6. bölüm» | Деніз Йорулмазер | Меріч Ачемі | 3 червня 2022     |
| Кенан дивує Лале своїм щирим зізнанням. Асли намагається зіпсувати роботу Лале в прямому ефірі. Після цього у ведучої виникають підозри, змушуючи її до рішучих кроків.   |   |                       |                  |             |                   |
| 7 | 7 | «Епізод 7» «7. bölüm» | Деніз Йорулмазер | Меріч Ачемі | 3 червня 2022     |
| Селім ставить Лале ультиматум: або вона припиняє спілкування з Керімом, або їхній шлюб приречений. Юсуф ухвалює важливе рішення. Розгнівавшись, Асли свариться з Лале.    |   |                       |                  |             |                   |
| 8 | 8 | «Епізод 8» «8. bölüm» | Деніз Йорулмазер | Меріч Ачемі | 3 червня 2022     |
| Після неочікуваної зустрічі з Ґюль Асли підбиває Мюґе влаштувати заколот, щоб зруйнувати репутацію Лале. Але проти цього виступають прихильники ведучої.                  |   |                       |                  |             |                   |

## Нагороди
| Рік  | Премія                       | Категорія                 | Номінант | Результат |
| ---- | ---------------------------- | ------------------------- | -------- | --------- |
| 2022 | 48. Премія «Золотий метелик» | Найкращий інтернет-серіал | Напролом | Номінація |